# Adam Johan Giertta
Adam Johan Giertta, född 28 mars 1674 i Ingermanland, död 20 november 1739, var en svensk friherre och militär.

## Biografi
Adam Johan Giertta var son till major Johan Hierta. Han blev volontär vid von Funckens regemente i Narva 1689 och vice korpral vid livdrabantkåren 1708. Giertta adlades 1710 tillsammans med sina bröder Johan och Christian och introducerades 1719 på riddarhuset. Han blev korpral vid livdrabantkåren 1711, överstelöjtnant vid Karelska lantdragonregementet 1714, kammarherre samma år och upphöjd till friherre 1720 tillsammans med brodern Christian. År 1721 var han överste och chef för Karelska lantdragonregementet, 1721–1739 chef för Kymmenegårds bataljon och 1739 chef för Kalmar regemente.